# Stećak
Stećak (kyrillisk: Стећак, [stetɕak]; plural: Stećci, Стећци, [stetɕtsi]) er monumentale middelalderlige gravsten i Bosnien-Hercegovina samt tilgrænsende dele af Kroatien, Montenegro og Serbien. Det anslås at der findes 60.000 gravsten i det moderne Bosnien-Hercegovina. De resterende 10.000 findes i hvad er i dag Kroatien (4400), Montenegro (3500) og Serbien (4100) mere end 3.300 forskellige steder. Over 90% af gravstenene er i dårlig stand.
De ældste af gravstenene daterer sig til midten af 1100-tallet, gravstene nåede højdepunktet i 1300 og 1400-tallet, før de forsvinder under den osmanniske besættelse i det meget tidlige 1500-tal.[1] Gravstenene var en fælles tradition i den bosniske kirke. Indskriften på gravstenene er i de fleste tilfælde skrevet i uddøde bosnisk kyrilliske alfabet. En af største samlinger af disse gravsten er nekropolen "Radimlja", vest for Stolac i Bosnien-Hercegovina.
Stećaks blev indskrevet på UNESCOs Verdensarvsliste i 2016 og omfatter 30 nekropoler - heraf 22 fra Bosnien-Hercegovina, to i Kroatien, tre i Montenegro, og tre fra Serbien.